# 丙泊酚
丙泊酚（英語：Propofol），又名异丙酚，商品名得普利麻（Diprivan）及其他。本品為一种短效静脉注射麻醉药，可用於全身麻醉的誘導及維持、成人機械呼吸器或手術的鎮定劑，本品亦可用於治療其他藥物治療無效的癲癇重積狀態。給藥後2分鐘藥效達到最強，且一般可以維持5至10分鐘。
常見的副作用包括心律不整、低血壓、注射部位灼熱感，以及呼吸中止等等。其他嚴重的副作用可能包括癲癇發作。不當使用可能會引起感染、成瘾，長期使用則可能導致丙泊酚輸注症候群。妊娠期間用藥顯為安全，但仍有待進一步研究。但不建議用於剖腹生產。本品並非镇痛药，因此若有鎮痛需求，則可以配合嗎啡等鴉片類藥物使用。但是否可以常規使用迄今未明。本品的部分效果可能與其對GABA受體的作用有關。
丙泊酚最早於1977年發現，美國於1989年核准使用。本品列名於世界卫生组织基本药物标准清单之中，為基礎公衛體系必備藥物之一。本品專利權已過期，可生產通用名药物。在发展中国家，每瓶批發價約介於0.61至8.50美金之間。本品的静脉制剂外观如牛奶一样，常被俗称为「失忆牛奶」、「小牛奶」或「牛奶針」。本品亦可作為兽医用藥物使用。

## 藥品介紹
本品无显著蓄积，病人苏醒后头脑清楚，能迅速恢复。用于诱导麻醉和维持麻醉。如果其他藥物都沒有奏效，它也可用於持續性癲癇狀態。它属于靜脈給藥，最大藥效需要大約兩分鐘后起效，並且通常持續五至十分鐘。丙泊酚也常用于兽药。它被50多个国家批准可用。

## 醫療用途

### 麻醉
丙泊酚用於麻醉誘導與維持（在某些情況下），因为患者复苏时间快、恢复意识的程度更好从而在很大程度上取代了苯巴比妥类药物硫噴妥鈉。它也可以被施用作為維持麻醉技術的一部分所謂靜脈麻醉，使用手動編程輸液泵浦或電腦控制輸液泵浦，這個過程被稱為靶控輸注（TCI）。丙泊酚還用於正在接受呼吸機的個體，如患者在重症監護病房。在危重病人身上，丙泊酚在效力和總成本上優於勞拉西泮。

### 操作醫療程序時對病人的镇静作用
丙泊酚也用於手術麻醉(Procedural sedation)，在這些環境中他比咪達唑崙有更快的恢復期。它也可以與類鴉片藥物或類苯二氮藥物結合使用。由於其快速誘導和快速恢復，丙泊酚也被廣泛用於嬰兒和兒童接受核磁共振成像檢查的鎮靜作用。它也經常與氯胺酮組合使用，兩個一起使用副作用較低。

## 其他用途

### 娱乐性使用
已有自我注射丙泊酚进行娱乐性使用的报告，由于其高强度的效力以及需要安全的医疗监测，使得丙泊酚的娱乐性使用非常危险，自我注射导致的死亡案例被报道。娱乐性使用短期效果包括轻度欣快感、快速的抗焦虑效果。

## 外部連結
- Diprivan web site run by AstraZeneca
- Detailed pharmaceutical information （页面存档备份，存于）
- . Drug Information Portal. U.S. National Library of Medicine.   [2020-11-23]. （原始内容存档于2022-04-15）.
- GB patent 1472793,John B Glen & Roger James,「PHARMACEUTICAL COMPOSITIONS」,发表于1977-05-04,指定于Imperial Chemical Industries Ltd （页面存档备份，存于）